# Poecilia sphenops
Poecilia sphenops Valenciennes, 1846 è un pesce appartenente alla famiglia dei Poeciliidae, dell'ordine Cyprinodontiformes.

## Distribuzione e habitat
Questo pesce è diffuso nelle acque dolci e salmastre dell'America Centrale, dal Messico alla Colombia.

## Descrizione
Il corpo è alto e allungato, con ventre arrotondato e testa appuntita. Gli occhi grandi, la bocca larga. La pinna dorsale è allungata, la coda a delta, le altre pinne arrotondate. La livrea originaria prevede un fondo bianco-giallastro con riflessi metallici blu e verdi. Le pinne sono verdi e gialle. La femmina ha colori più smorti. 

Questa specie è spesso confusa con Poecilia mexicana, molto simile.

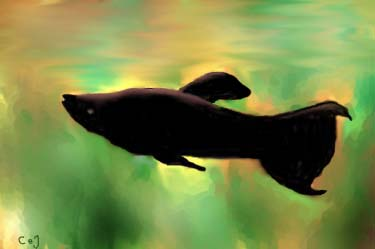
Esemplare di Black Molly

### Varietà
Da decenni commercializzato come pesce d'acquario, l'uomo ha selezionato numerose varietà, anche grazie alla facilità con cui P. sphenops si ibrida con altri specie affini. La più nota selezione è la varietà melanica, completamente nera (Black Molly). Altre varietà sono il Silver Molly (bianco brillante), il Marble Molly (bianca screziata di nero) ed il Golden Molly (arancione e nera). Le selezioni con coda a lira sono dette Lyretail.

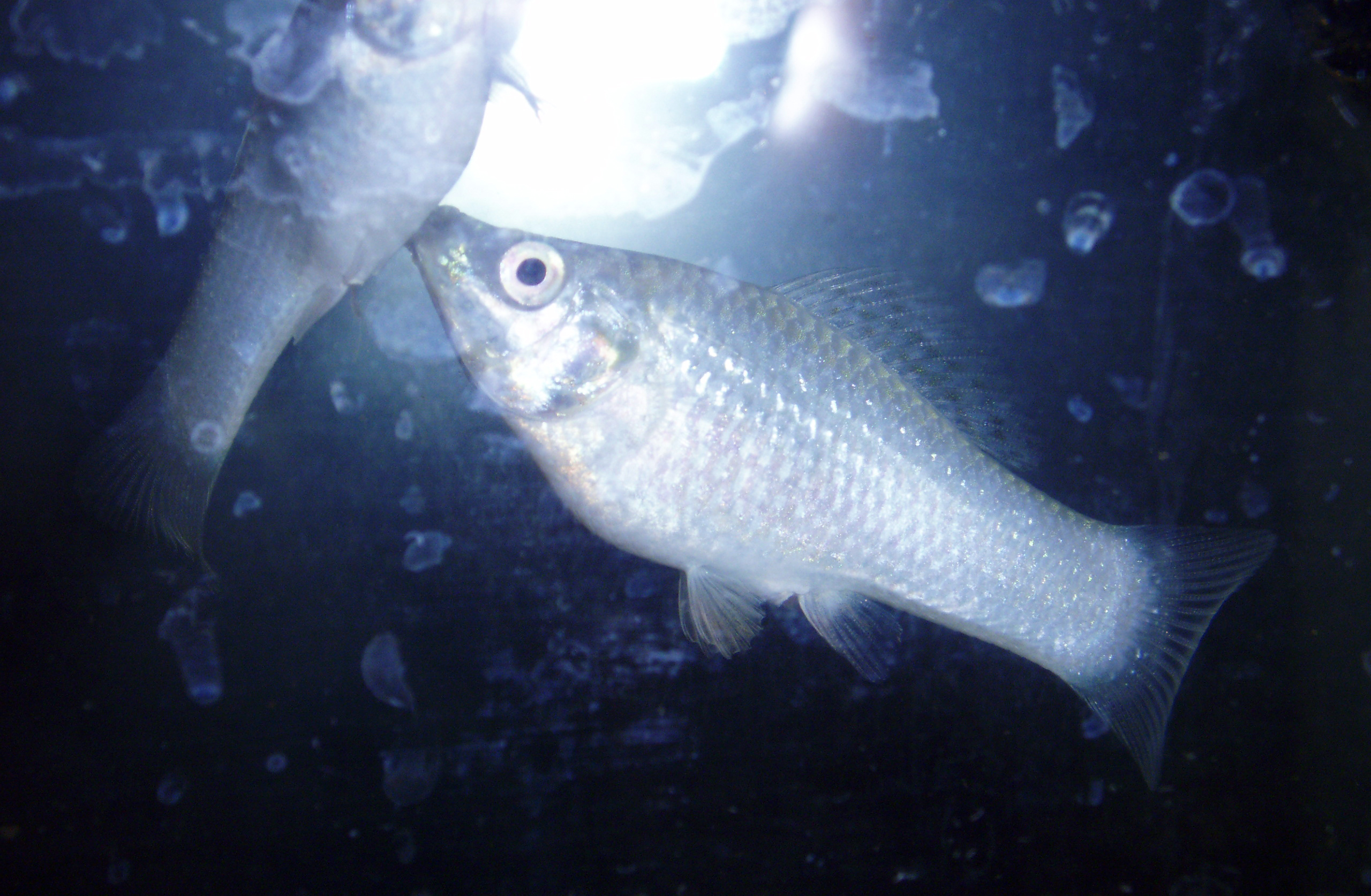
Silver Molly
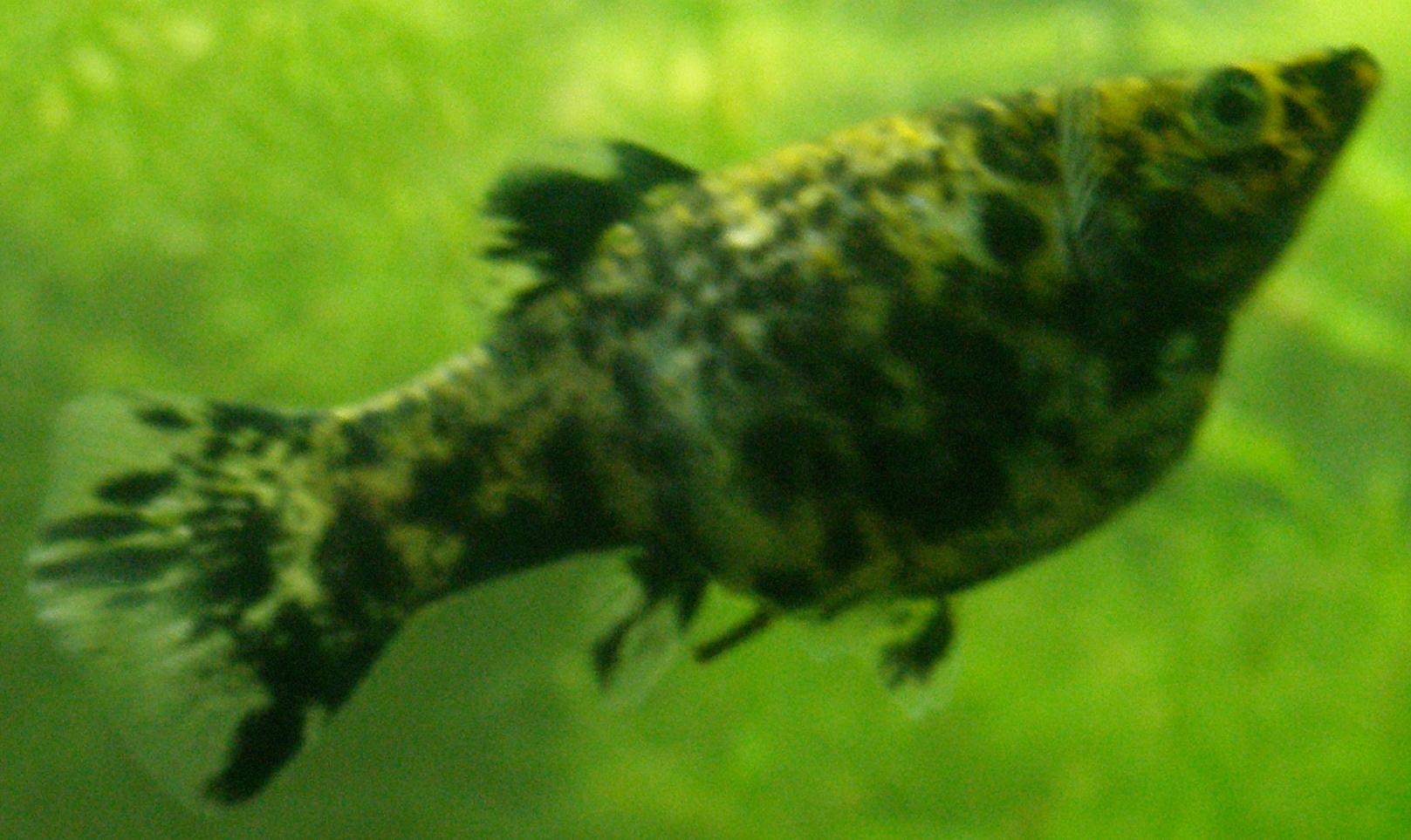
Marble Molly
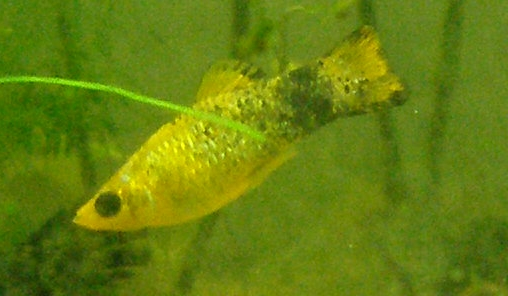
Golden Molly

## Riproduzione
È specie ovovivipara e molto prolifica: il maschio feconda le uova all'interno della femmina tramite il gonopodio, e dopo una gestazione di 28-30 giorni circa partorisce da 20 a 150 piccoli.

## Alimentazione
P. sphenops si nutre di vegetali, di crostacei e di invertebrati.